# فري! تيك يور ماركز
فري! تيك يور ماركز (باليابانية: 特別版 Free!-Take Your Marks-، بالروماجي:  Tokubetsuban Free! Take Your Marks) (بالإنجليزية: Free! Take Your Marks)‏ هو فيلم أنمي أنتج من قبل كيوتو أنيميشن ودو أنيميشن، عرض الفيلم في 28 أكتوبر عام 2017، وبلغة مدته 105 دقيقة. يستند الفيلم إلى المسلسل التلفزيوني فري!، الفيلم يتكون من قصة أصلية جديدة تمامًا بمثابة امتداد مباشر لأفلام التجميع، هاي سبيد! فري! ستارتنغ ديز وفري! تايمليس ميدلي.

## القصة
هاروكا ناناسي انضم إلى ماكوتو تاتشيبانا، الذي يبحث عن شقة في طوكيو وهو يستعد لدخول الكلية. كيسومي شيغينو، الذي يملك عمه وكالة تأجير، يساعده في استئجار شقة بالقرب من حمام السباحة. أثناء زيارة الشقة، عثر هاروكا وماكوتو على صبي يدعى ميساكي، وهو سباح شاب كان يدربه المستأجر السابق للشقة، ناو سيريزاوا.

## الأداء الصوتي
هاروكا ناناسي
مؤدي الصوت: نوبوناغا شيمازاكي
ماكوتو تاتشيبانا
مؤدي الصوت: تاتسوهيسا سوزوكي
إيكويا كيريشيما
مؤدي الصوت: كوكي أوتشياما
رين ماتسوكا
مؤدي الصوت: مامورو ميانو
سوسوكي يامازاكي
مؤدي الصوت: يوشيماسا هوسويا
ناتسويا كيريشيما
مؤدي الصوت: كينجي نوجيما
أييتشيرو نيتوري
مؤدي الصوت: كوكي مياتا
موموتارو ميكوشيبا
مؤدي الصوت: كينيتشي سوزومورا
ري ريوغازاكي
مؤدي الصوت: دايسكي هيراكاوا
ناو سيريزاوا
مؤدي الصوت: ساتوشي هينو
كيسومي شيغينو
مؤدي الصوت: تشيهيرو سوزوكي
غو ماتسوكا
مؤدية الصوت: أكينو واتانابي
ميهو أماكاتا
مؤدية الصوت: ساتسكي يوكينو
ناغيسا هازوكي
مؤدي الصوت: تسوباسا يوناغا
ري ريوغازاكي
مؤدي الصوت: دايسكي هيراكاوا
أساهي شينا
مؤدي الصوت: توشيوكي تويوناغا

## وصلات خارجية
- الموقع الرسمي (باليابانية)

فري! تيك يور ماركز على موقع IMDb (الإنجليزية)
- فري! تيك يور ماركز على موقع فيلمافينيتي (الإسبانية)
- فري! تيك يور ماركز على موقع قاعدة بيانات الفيلم (الإنجليزية)
- فري! تيك يور ماركز على موقع ليتربوكسد (الإنجليزية)
- فري! تيك يور ماركز على موقع كينوبويسك (الروسية)
- فري! تيك يور ماركز على موقع ANN anime (الإنجليزية)